# 007 퀀텀 오브 솔러스
《007 퀀텀 오브 솔러스》(Quantum of Solace)는 이언 프로덕션스가 제작하는 《007 시리즈》의 22번째 영화로서, 《007 카지노 로얄》의 후속편이다. 마크 포스터가 감독을 맡았고 다니엘 크레이그가 전작에 이어, 2번째로 제임스 본드 역을 연기했다. 영화에서 제임스 본드는 죽은 연인 베스퍼 린드(에바 그린)의 복수와, 가족을 몰살시킨 살인마에 대한 복수를 꿈꾸는 카밀 몬테즈(올가 쿠릴렌코)의 도움을 받는다. 영국에서 2008년 10월 31일에 개봉했고, 북아메리카에서는 11월 14일, 대한민국에서는 11월 5일에 개봉했다.

## 줄거리
제임스 본드는 잡은 화이트를 차 트렁크에 싣고 가르다호에서 시에나까지 운전한다. 추격자들을 따돌린 본드는 화이트를 M에게 데려가고, M은 화이트에게 정체불명의 조직 퀀텀에 대해 심문한다. 화이트가 그들의 요원들이 어디에나 있다고 대답하자, M의 경호원 크레이그 미첼은 경비원을 쏘고 M을 공격한다. 본드는 미첼을 쫓아가 그를 죽인다. 혼란 속에서 화이트는 도망친다. 런던에 있는 미첼의 아파트를 수색하던 본드와 M은 미첼이 아이티에서 에드먼드 슬레이트라는 접촉자를 가지고 있었음을 알게 된다. 슬레이트는 환경 운동가 사업가이자 카미유의 연인인 도미닉 그린의 지시로 카미유 몬테스를 죽이기 위해 파견된 암살자이다. 그린은 카미유의 가족을 살해한 추방된 볼리비아 장군 메드라노가 정부를 전복하고 새로운 대통령이 되는 것을 돕고 있으며, 그 대가로 겉으로는 불모의 사막 조각을 받는다.
본드는 카미유의 메드라노 암살 시도를 "구해줌"으로써 좌절시킨 후, 그린을 쫓아 브레겐츠, 오스트리아에서 열리는 토스카 공연장으로 간다. 한편, 중앙정보국의 남미 지부장 그렉 빔은 요원 펠릭스 라이터와 함께 볼리비아 석유 매장량에 접근하기 위해 그린과 불간섭 협정을 맺는다. CIA는 이것이 그린이 그 땅에 관심을 가지는 이유라고 믿는다. 본드는 오페라에서 퀀텀의 회의에 잠입하여 퀀텀의 집행위원회 멤버들을 식별하고, 총격전이 벌어진다. 영국 총리의 고문인 퀀텀 멤버 가이 헤인즈를 위해 일하는 특수 지부 경호원이 본드의 질문에 답하기를 거부하자 본드에 의해 지붕에서 던져진다. 그는 그린의 차 위로 떨어져 그의 부하 중 한 명에게 총에 맞아 죽는다. 본드가 경호원을 죽였다고 가정한 M은 본드에게 보고를 위해 런던으로 돌아올 것을 명령한다. 본드가 불복하자 M은 그의 여권을 취소하고 결제 카드를 정지시킨다. 본드는 탈라모네로 가서 옛 동맹인 르네 마티스를 설득하여 볼리비아로 함께 가자고 한다. 그들은 영사관 직원 스트로베리 필즈의 환영을 받는데, 그녀는 본드에게 즉시 영국으로 돌아갈 것을 요구한다. 본드는 그녀를 유혹하고, 그들은 그린이 주최하는 모금 파티에 참석한다. 파티에서 본드는 다시 그린으로부터 카미유를 구하고, 그들은 떠난다. 볼리비아 경찰이 본드와 카미유를 붙잡고 차 트렁크에서 마티스가 의식을 잃은 것을 발견한다. 경찰관 중 한 명이 마티스를 쏘자 본드는 그들 둘 다 죽인다. 마티스는 본드에게 베스퍼와 자신을 용서하라고 촉구하며 죽는다.
다음 날, 본드와 카미유는 비행기로 퀀텀이 노리는 땅을 조사한다. 그들의 비행기는 볼리비아 전투기에 의해 손상된다. 그들은 추격하는 비행기를 속여 자폭하게 만들고, 싱크홀로 스카이다이빙하여 퀀텀이 볼리비아의 민물 공급을 비밀리에 막아 독점을 만들고 있음을 발견한다. 라파스로 돌아온 본드는 M을 만나고 퀀텀이 필즈를 석유에 익사시켜 죽였다는 것을 알게 된다. 본드는 라이터를 만나 그린과 메드라노가 아타카마 사막의 호텔에서 만나 합의를 마무리할 것이며, CIA의 특수활동부가 도착할 것이니 도망치라고 경고한다. 본드와 카미유는 호텔에 잠입하고, 그린은 메드라노를 협박하여 볼리비아의 지도자가 되는 대가로 토지 권리를 부여하는 계약에 서명하게 한다. 이 계약은 그린을 볼리비아의 유일한 물 공급자로 만들어 훨씬 높은 요금을 부과하게 할 것이다. 본드는 마티스의 복수를 위해 경찰서장을 죽이고, 경비원들을 제압하고 그린과 대면한다. 한편, 카미유는 메드라노를 죽여 가족의 강간과 살해에 대한 복수를 한다. 싸움으로 인해 (인화성 수소 연료전지로 작동하는) 호텔은 화재로 파괴된다. 본드는 그린을 붙잡아 퀀텀에 대해 심문한다. 본드는 그를 마실 수 있는 엔진 오일 한 캔만 남긴 채 사막에 버려둔다. 본드와 카미유는 키스하고, 카미유는 본드가 그의 내면의 악마를 정복하는 데 행운을 빈다.
카잔, 러시아에서 본드는 베스퍼 린드의 옛 연인인 유사프 카비라를 찾는다. 그는 퀀텀의 일원으로, 귀중한 인맥을 가진 요원들을 유혹하며 베스퍼의 죽음에 간접적인 책임이 있다. 캐나다 안보정보청에서 일하는 카비라의 최신 표적 코린을 구한 후, 본드는 영국 비밀정보부가 카비라를 체포하도록 허용한다. 밖에서 M은 본드에게 그린이 사막 한가운데서 죽은 채 발견되었으며, 머리에 두 발의 총상을 입었고 위에서 오일이 발견되었다고 말한다. 본드는 M이 베스퍼에 대해 옳았다는 것을 인정한다. M은 본드에게 그가 필요하다고 말하고, 본드는 떠나지 않았다고 대답한다. 본드는 눈 속을 걸어갈 때 베스퍼의 목걸이를 뒤에 떨군다.

## 출연
- 다니엘 크레이그 (Daniel Craig) - 제임스 본드
- 올가 쿠릴렌코 (Olga Kurylenko) - 카밀 몬테즈
- 마티유 아말릭 (Mathieu Amalric) - 도미닉 그린
- 애너톨 토브먼 (Anatole Taubman) - 엘비스
- 주디 덴치 (Judi Dench) - M
- 로리 키니어 (Rory Kinnear) - 빌 테너
- 젬마 아터튼 (Gemma Arterton) - 필즈 요원
- 지안카를로 지아니니 (Giancarlo Giannini) - 르네 매티스
- 제프리 라이트 (Jeffrey Wright) - 펠릭스 라이터
- 제스퍼 크리스텐센 (Jesper Christensen) - 미스터 화이트
- 글렌 포스터 (Glenn Foster) - 크레이그 미첼
- 호아킨 코시오 (Joaquin Cosio) - 메드라노 장군
- 데이비드 하버 (David Harbour) - 그레그 빔